# Ordinador K
L'ordinador K – anomenada per la paraula/numeral japonès (京), que significa 10 quadrilions (1016)  – era un superordinador fabricat per Fujitsu, instal·lat al campus de l'Institut Avançat Riken de Ciències Computacionals a Kobe, prefectura de Hyōgo, Japó. L'ordinador K es basava en una arquitectura de memòria distribuïda amb més de 80.000 nodes de càlcul. Es va utilitzar per a una varietat d'aplicacions, com ara la investigació climàtica, la prevenció de desastres i la investigació mèdica. El sistema operatiu de l'ordinador K es basava en el nucli Linux, amb controladors addicionals dissenyats per fer ús del maquinari de l'ordinador.
El juny de 2011, TOP500 va classificar K com la supercomputadora més ràpida del món, amb una velocitat de càlcul de més de 8 petaflops, i el novembre de 2011, K es va convertir en la primera ordinador a superar els 10 petaflops. Originalment s'havia programat per finalitzar el juny de 2012. El juny de 2012, l'americà IBM Sequoia va substituir K com a superordinador més ràpid del món.
A 2018, the K computer held third place for the HPCG benchmark. It held the first place until June 2018, when it was superseded by Summit and Sierra.
El superordinador K es va donar de baixa el 30 d'agost de 2019. Al Japó, l'ordinador K va ser succeït pel superordinador Fugaku, el 2020, que va ocupar el primer lloc, i és tres vegades més ràpid que el segon superordinador més potent.

## Rendiment
El 20 de juny de 2011, el Comitè de Projectes TOP500 va anunciar que K havia establert un rècord LINPACK amb un rendiment de 8,162 petaflops, convertint-lo en el superordinador més ràpid del món en aquell moment; va aconseguir aquest rendiment amb una relació d'eficiència informàtica del 93,0%. L'anterior titular del rècord va ser el Tianhe-1A de la Universitat Nacional de Tecnologia de Defensa de la Xina, que va actuar a 2,507 petaflops. La llista TOP500 es revisa semestralment i la classificació canvia amb freqüència, indicant la velocitat a la qual augmenta la potència de càlcul. El novembre de 2011, Riken va informar que K s'havia convertit en el primer superordinador que superava els 10 petaflops, aconseguint un rendiment LINPACK de 10,51 quadrilions de càlculs per segon amb una relació d'eficiència informàtica del 93,2%. K va rebre el primer rànquing en els quatre punts de referència de rendiment als premis HPC Challenge 2011.
El 18 de juny de 2012, el Comitè de Projectes TOP500 va anunciar que el superordinador IBM Sequoia amb seu a Califòrnia va substituir K com el superordinador més ràpid del món, amb un rendiment LINPACK de 16.325 petaflops. Sequoia és un 55% més ràpid que K, utilitza un 123% més de processadors de CPU, però també és un 150% més eficient energèticament.
A la llista TOP500, es va convertir en el primer al juny de 2011, baixant amb el pas del temps a posicions inferiors, fins al divuitè lloc el novembre de 2018.
L'ordinador K va ocupar el tercer lloc a la prova de referència HPCG proposada per Jack Dongarra, amb 0,6027 HPCG PFLOPS al novembre de 2018.

## Especificacions

### Arquitectura de nodes
L'ordinador K constava de 88.128 2.0 GHz processadors SPARC64 VIIIfx de vuit nuclis continguts en 864 armaris, per a un total de 705.024 nuclis, fabricats per Fujitsu amb tecnologia CMOS de 45 nm. Cada gabinet contenia 96 nodes informàtics, a més de sis nodes d'E/S. Cada node informàtic contenia un únic processador i 16 GB de memòria. El sistema de refrigeració per aigua de l'ordinador es va dissenyar per minimitzar la taxa de fallades i el consum d'energia.

### Xarxa
Els nodes estaven connectats mitjançant la interconnexió de fusió de torus (Tofu) de Fujitsu.

### Sistema de fitxers
El sistema va adoptar un sistema de fitxers local/global de dos nivells amb funcions paral·leles/distribuïdes i va proporcionar als usuaris una funció de posada en escena automàtica per moure fitxers entre sistemes de fitxers globals i locals. Fujitsu va desenvolupar un sistema de fitxers paral·lel optimitzat basat en Luster, anomenat Fujitsu Exabyte File System (FEFS), que és escalable a diversos centenars de petabytes.

### Consum energètic
Tot i que l'ordinador K va informar el consum total d'energia més alt de qualsevol superordinador TOP500 del 2011 (9,89 MW – l'equivalent a gairebé 10.000 habitatges suburbans), és relativament eficient, aconseguint 824,6 GFlop/kW. Això és un 29,8% més eficient que el NUDT TH MPP de la Xina (número 2 el 2011) i un 225,8% més eficient que el Jaguar-Cray XT5-HE d'Oak Ridge (número 3 el 2011). No obstant això, l'eficiència energètica de K encara va quedar molt per sota del rècord de superordinadors de 2097,2 GFlops/kWatt establert pel Prototip 2 NNSA/SC Blue Gene/Q d'IBM. Per comparació, el consum mitjà d'energia d'un sistema TOP 10 el 2011 va ser de 4,3 MW, i l'eficiència mitjana va ser de 463,7 GFlop/kW.